# Conny Samuelsson
Conny Samuelsson (ur. 15 sierpnia 1947 w Rumskulli) – szwedzki żużlowiec.
Dwukrotny medalista indywidualnych mistrzostw świata na lodzie: srebrny (1977) oraz brązowy (1976). Złoty medalista indywidualnych mistrzostw Szwecji na lodzie (1977).
Dwukrotny finalista indywidualnych mistrzostw świata na długim torze (1973 – XVII miejsce, 1976 – XVII miejsce).
Wielokrotny finalista indywidualnych mistrzostw Szwecji na torze klasycznym (najlepszy wynik: 1980 – VI miejsce). Czterokrotny medalista mistrzostw Szwecji par klubowych: dwukrotnie złoty (1969, 1980) oraz dwukrotnie srebrny (1970, 1972). Dziewiętnastokrotny medalista drużynowych mistrzostw Szwecji: sześciokrotnie złoty (1976, 1980, 1983, 1984, 1986, 1987), dziewięciokrotnie srebrny (1967, 1968, 1969, 1977, 1978, 1979, 1981, 1982, 1985) oraz czterokrotnie srebrny (1970, 1988, 1990, 1994) – wszystkie w barwach klubu Vetlanda. Wielokrotny uczestnik szwedzkich eliminacji indywidualnych mistrzostw świata.